# Michail Gordějevič Drozdovskij
Michail Gordějevič Drozdovskij (rusky: Михаил Гордеевич Дроздовский; 7. říjnajul./ 19. října 1881greg. Kyjev, Ruské impérium – 14. ledna 1919 Rostov na Donu) byl ruský, carský a bělogvardějský důstojník.
Je jediným velitelem ruské armády, kterému se podařilo zformovat dobrovolnickou jednotku a přivést ji z východní fronty první světové války, z Jasu do Novočerkassku, aby se připojila k dobrovolnické armádě.

## Mládí
Narodil se 19. října 1881 v Kyjevě v rodině dědičných šlechticů Poltavské gubernie.
Svou vojenskou kariéru začal brzy, nastoupil jako kadet do Polockeho kadetského korpusu v roce 1892, a následně byl převeden na Vladimirsky Kyjevský kadetský korpus, z něhož absolvoval v roce 1899. V srpnu 1899 se zapsal do Pavlovské vojenské školy v Petrohradu, slavné svou přísnou disciplínou a považované za model ruské carské armády. Studium ukončil v roce 1901 jako jeden z nejlepších. Dne 13. srpna 1901 byl zařazen ke gardě jako podporučík. S využitím svého práva na výběr se rozhodl sloužit ve Volyňském pluku tělesné stráže s posádkou ve Varšavě. Dne 4. října 1904 nastoupil na Nikolajevskou akademii generálního štábu, ale po vypuknutí rusko-japonské války dobrovolně pozastavil studium a odjel na frontu. Během rusko-japonské války sloužil v 1. sibiřském sboru 2. mandžuské armády. Během bitvy u Sandepu byl zraněn do stehna, ale zůstával na frontě až do ukončení války.
Po ukončení války dokončil své studium na akademii generálního štábu a v roce 1908 byl povýšen do hodnosti štábního kapitána, a v roce 1910 do hodnosti kapitána. V říjnu 1912, po vypuknutí první balkánské války, žádal o možnost zúčastnit se jí jako dobrovolník, ale žádost byla odmítnuta, namísto toho byl poslán do Sevastopolské letecké školy, kde se stal pilotem a studoval letecký průzkum.

## První světová válka
Po začátku první světové války sloužil jako štábní důstojník Severozápadní fronty ve velitelství 27. armádní jednotky. Od prosince 1914 sloužil ve velitelství 26. armádní jednotky, zúčastnil se různých bitev a rychle postoupil v hodnostech: v březnu 1915 byl povýšen do hodnosti poručíka, od léta 1916 sloužil jako plukovník na Jihozápadní frontě. V únoru 1917 v Rusku vypukla Únorová revoluce a Petrohradský sovět vydal významný Rozkaz №1, který byl považován za začátek rozpadu Ruské armády. Jako striktní monarchista ihned odmítl nová pravidla, cestou exekucí bolševických propagátorů zachoval disciplínu ve svých jednotkách, a byl schopen bojovat proti Němcům až do srpna 1917. Ale po říjnové revoluci a příměří s ústředními mocnostmi byl nucen rezignovat. Pozici velitele pěchotní divize, kterou mu nabídla nová vláda, odmítl. Místo toho kontaktoval Michaila Vasiljeviče Alexejeva, který začal formovat antibolševické jednotky v oblasti Donu. Drozdovskij slíbil, že zformuje dobrovolnickou jednotku na Rumunské frontě a připojí se k Bílé armádě.

## Občanská válka

### Pochod Jasy-Don

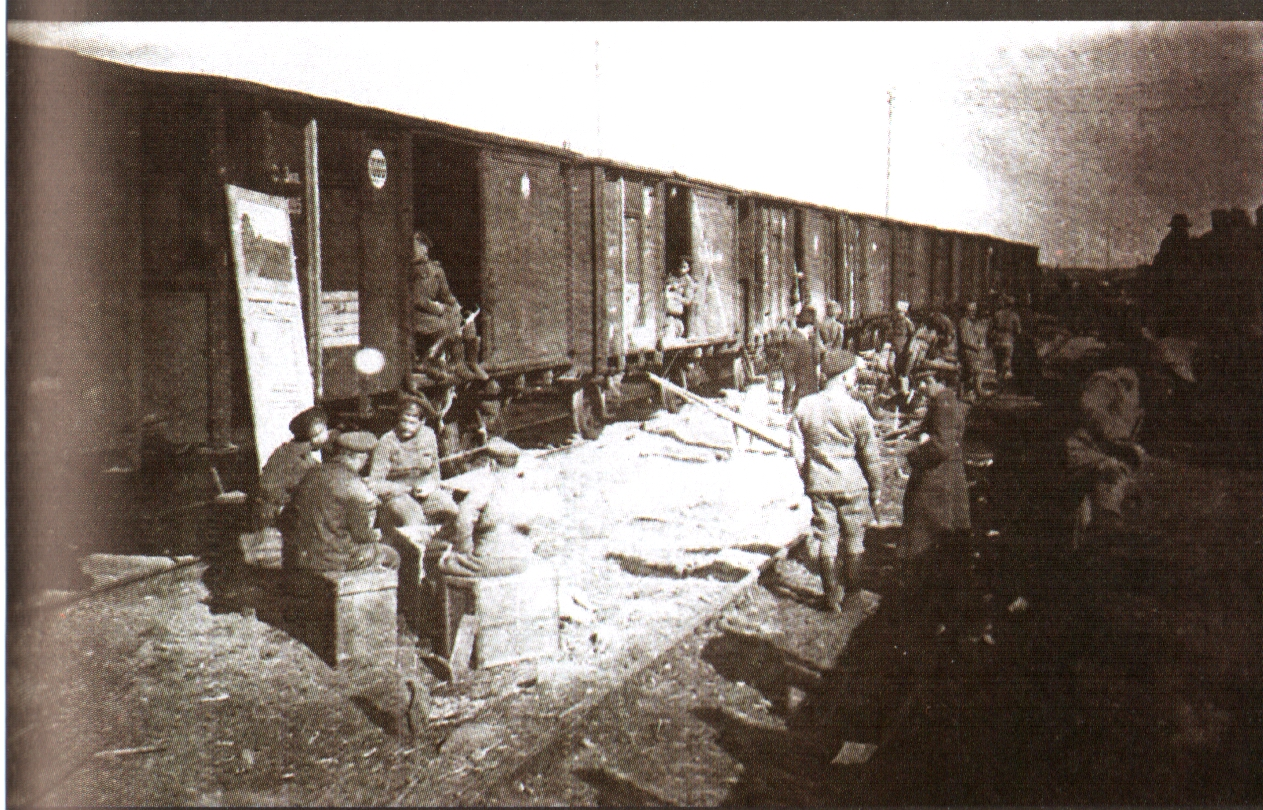
Nastup Drozdovců do vlaku do Jasy.

Dne 24. prosince 1917 přijel do Jasy, kde probíhalo formování dobrovolnické jednotky, která se měla připojit k Donské armádě.
Navzdory pokusům Rumunské armády odzbrojit dobrovolnické jednotky, Drozdovskij a jeho lidé, počtem cca 1100 důstojníků, vojáků a civilistů, zahájili svůj pochod do oblasti Donu 11. března 1918. Drozdovci dosáhli města Dubăsari na levém břehu Dněstru mimo rumunskou okupační zónu 17. března 1918, z Dubăsari vyšli 20. března 1918, 28. března přešli Jižní Bug blízko obce Aleksandrovky, 10. dubna přešli Dněpr, poblíž města Beryslav, 16. dubna obsadili Melitopol a 4. května krátkodobě přebrali od rudoarmějců Rostov na Donu.

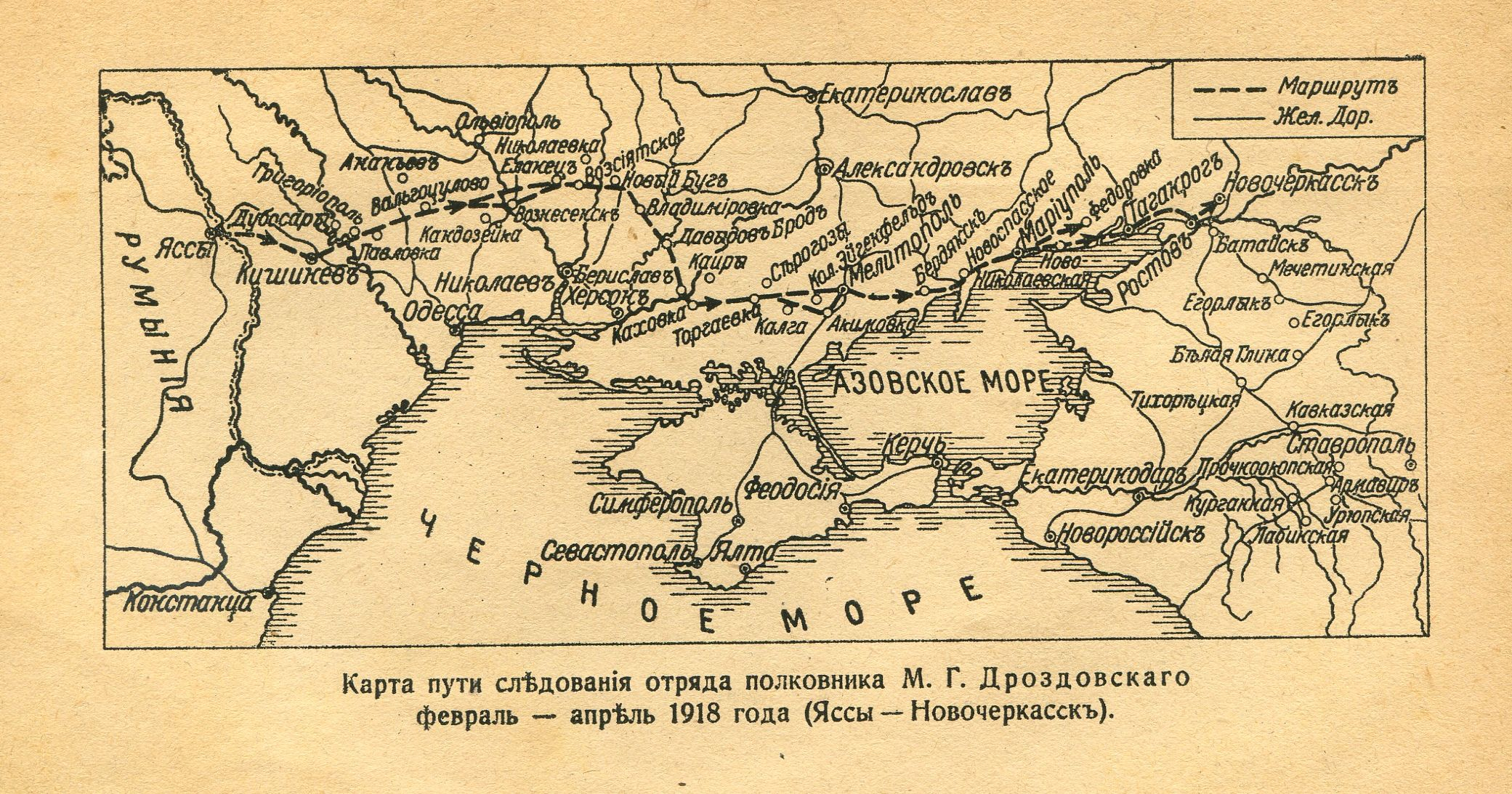
Mapa pochodu.

Dne 8. května 1918 se Drozdovci spojili s donskými kozáky v Novočerkassku a porazili Rudou armádu, která se snažila obsadit hlavní město Donské kozácke republiky. Dne 12. května 1918 byli Děnikinovým rozkazem dobrovolníci Drozdovského zařazeni do Dobrovolnické armády. Během cesty dlouhé cca 1200 km skrz území dnešní Ukrajiny (v té době Ukrajinská lidová republika) se k Drozdovskému připojovali další dobrovolníci, také byly Drozdovským ozbrojeny cca 300 bývalých rudoarmějců. Během pochodu z různých důvodů (mimo válečné ztráty) Drozdovského opustilo 12 lidí. Celkem měla ke konci pochodu jednotka Drozdovského cca 3000 lidí, což skoro zdvojnásobilo Dobrovolnickou armádu na jihu Ruska.

## Bělogvardějci
V červnu 1918, se začátkem Druhého Kubanského pochodu, povýšil generál Anton Ivanovič Děnikin Drozdovského na generálmajora a jeho jednotka byla reformovaná na "3. pěchotní divizi" Dobrovolnické armády (později Ozbrojené síly Jihu Ruska). V čele divize se zúčastnil bitvy o Krasnodar, Armavir a Stavropol.
V říjnu 1918 byl zraněn v bitvě u Stavropolu. Přestože bylo zpočátku toto zraněni považováno za lehké, Drozdovskij se neuzdravil a zemřel 14. ledna 1919 ve vojenské nemocnici v Rostově na Donu. Po úmrtí svého velitele se jeho divize stala jednou z takzvaných "barevných" divizí Dobrovolnické armády (pojmenovaných na počest zemřelých velitelů) a byla pojmenována po něm jako "Drozdovského divize".
Původně byl pohřben v Krasnodaru, pak po opuštění města byly jeho ostatky přesunuty do Sevastopolu a před evakuací Wrangelovy ruské armády byly tajně pohřbeny pod falešným jménem, aby nebyly zničeny bolševiky.

## Vyznamenání
|  | Pamětni medaile na Rusko-japonskou válku, s mašlí    |
|  | Pamětní medaile k 100. výročí Vlastenecké války 1812 |
|  | Pamětní medaile k 300. výročí panování Romanovců     |
|  | Řád svatého Stanislava, III třídy s měči a mašlí     |
|  | Řád svaté Anny, IV třídy s nadpisem "Za odvahu"      |
|  | Řád svaté Anny, III třídy s měči a mašlí             |
|  | Řád svatého Vladimíra, IV třídy s měči a mašlí       |
|  | Řád svatého Jiří, IV třídy s měči a mašlí            |
|  | Svatojiřská zbraň                                    |